# Coupé-cabriolet
Coupé-cabriolet er en bilkarrosseriform, som i lukket tilstand ligner en rigtig coupé, men som samtidig i åben tilstand ligner en rigtig cabriolet. Taget er af metal, hvorimod modeller med stoftag kun er almindelige cabrioleter, som f.eks. Volkswagen Golf Cabriolet.
Princippet blev indført af Peugeot i 1930'erne med modellerne 401, 402 og 601, hvor coupé-cabriolet varianterne havde tilnavnet "C Eclipse". Navnet blev indført for første gang i 1996 med Mercedes-Benz SLK-klassen og i 2000 med Peugeot 206 CC.
| Stub | Spire Denne bilrelaterede artikel er en spire som bør udbygges. Du er velkommen til at hjælpe Wikipedia ved at udvide den. |